# Durga McBroom
Durga McBroom (Los Angeles, 16 ottobre 1962) è una cantautrice e attrice statunitense, che si è esibita come corista e come turnista per i Pink Floyd e fece parte della band di musica house Blue Pearl, nota per il loro singolo di successo Naked in the Rain.

## Biografia
Dopo aver lavorato come attrice, ballerina e cantante negli Stati Uniti si è esibita, assieme alla sorella Lorelei, come corista con i Pink Floyd. La sua collaborazione è durata a lungo, essendo apparsa con continuità in tutti i loro spettacoli a partire dal concerto del novembre 1987 tenutosi all'Omni Coliseum durante il A Momentary Lapse of Reason Tour e fino al concerto finale del The Division Bell Tour nell'ottobre 1994. Si è anche esibita al festival di Knebworth del 1990 e ha cantato per gli album dal vivo Delicate Sound of Thunder e Pulse, e per gli album in studio The Division Bell e The Endless River, così come per il tour solista del 2001 di David Gilmour.
Nel 1989 Durga McBroom formo' la band Blue Pearl con il produttore discografico Youth, cantando, suonando alle tastiere e collaborando alla stesura di tutto il loro materiale. Dei primi anni '90 sono alcune delle canzoni di maggior successo delle Blue Pearl, tra cui Naked in the Rain, che nel luglio 1990 raggiunse il quarto posto nella UK Singles Chart, Little Brother, che raggiunse il 31-simo e una cover di Running Up That Hill di Kate Bush, tutte tratte dall'album Naked, pubblicato nel 1990 per l'etichetta Big Life. Tra i singoli successivi va ricordato (Can You) Feel the Passion, che all'inizio del 1992 raggiunse la 14-sima posizione nella Chart.
Durga McBroom si è esibita come corista nella canzone Don't Wait That Long inserita nell'album Seven del gruppo James pubblicato nel 1992. Ha anche duettato con Billy Idol in Mother Dawn dell'album Cyberpunk, un brano autoprodotto originariamente pubblicato come singolo dei Blue Pearl. Si è inoltre esibita come corista in altre canzoni di Cyberpunk, inclusa una notevole performance in Heroin.
Oltre alla sua carriera musicale, la McBroom ha ricoperto dei ruoli come attrice nei film Flashdance e The Rosebud Beach Hotel, nell'episodio Lullabye della serie televisiva Hunter (con Gary Sinise) e in altre apparizioni minori. Appare anche in svariati video, esibendosi in California Girls, Yankee Rose e Just a Gigolo per David Lee Roth, in Would I Lie to You? per gli Eurythmics, in Day-In Day-Out per David Bowie e in When I Think of You per Janet Jackson.
Nell'aprile 2010 Durga ha iniziato a esibirsi a Buenos Aires con una tribute band argentina, "The End Pink Floyd", comprese alcune apparizioni con Guy Pratt e Jon Carin mentre nell'ottobre 2011 lei e la sorella Lorelei hanno cantato The Great Gig in the Sky ad Anaheim, in California, assieme alla tribute band The Australian Pink Floyd Show. Nel 2017 si è esibita con Gary Wallis, Scott Page e Claudia Fontaine in diversi spettacoli in Italia.
Nel febbraio 2020 è tornata sul grande schermo nel controverso film Sammy-Gate, presentato in anteprima nei Paesi Bassi all'International Film Festival di Rotterdam. Con la sorella Lorelei si è esibita anche nell'ultimo album di Steve Hackett, At the Edge of Light, nel singolo Underground Railroad in cima alle classifiche.  Un altro singolo, un'appassionata canzone di protesta, scritta con Graziano Regoli e Vittorio De Scalzi dei New Trolls, intitolata American Big Top, è uscito nel giugno 2020 per la Supa Qween Records. Costituito con la sorella il gruppo The McBroom Sisters, ha pubblicato nel luglio 2020 Black Floyd, il loro album di debutto, coprodotto da Dave Kerzner; l'album include alcune cover e materiale originale.

## Vita privata
McBroom è stata sposata con Mark Hudson dal 10 maggio 2008 fino alla sua morte, il 5 luglio 2015.